# Список астероїдів (3001—3100)
| Назва                                  | Тимчасове позначення | Дата відкриття    | Місце відкриття                         | Відкривач                                                                |
| -------------------------------------- | -------------------- | ----------------- | --------------------------------------- | ------------------------------------------------------------------------ |
| 3001 Мікеланджело (Michelangelo)       | 1982 BC1             | 24 січня 1982     | Станція Андерсон-Меса                   | Едвард Бовелл                                                            |
| 3002 Деласалл (Delasalle)              | 1982 FB3             | 20 березня 1982   | Обсерваторія Ла-Сілья                   | Анрі Дебеонь                                                             |
| 3003 Кончек (Koncek)                   | 1983 YH              | 28 грудня 1983    | Обсерваторія Клеть                      | Антонін Мркос                                                            |
| 3004 Кнад (Knud)                       | 1976 DD              | 27 лютого 1976    | Обсерваторія Ла-Сілья                   | Річард Вест                                                              |
| 3005 Первікторалекс (Pervictoralex)    | 1979 QK2             | 22 серпня 1979    | Обсерваторія Ла-Сілья                   | Клаес-Інґвар Лаґерквіст                                                  |
| 3006 Лівадія (Livadia)                 | 1979 SF11            | 24 вересня 1979   | КрАО                                    | Черних Микола Степанович                                                 |
| 3007 Рівз (Reaves)                     | 1979 UC              | 17 жовтня 1979    | Станція Андерсон-Меса                   | Едвард Бовелл                                                            |
| 3008 Нодзірі (Nojiri)                  | 1938 WA              | 17 листопада 1938 | Обсерваторія Гейдельберг-Кеніґштуль     | К. В. Райнмут                                                            |
| 3009 Ковентрі (Coventry)               | 1973 SM2             | 22 вересня 1973   | КрАО                                    | Черних Микола Степанович                                                 |
| 3010 Ушаков (Ushakov)                  | 1978 SB5             | 27 вересня 1978   | КрАО                                    | Черних Людмила Іванівна                                                  |
| 3011 Чунцін (Chongqing)                | 1978 WM14            | 26 листопада 1978 | Обсерваторія Цзицзіньшань               | Обсерваторія Червона Гора                                                |
| 3012 Мінськ (Minsk)                    | 1979 QU9             | 27 серпня 1979    | КрАО                                    | Черних Микола Степанович                                                 |
| 3013 Доброволєва (Dobrovoleva)         | 1979 SD7             | 23 вересня 1979   | КрАО                                    | Черних Микола Степанович                                                 |
| 3014 Хуансушу (Huangsushu)             | 1979 TM              | 11 жовтня 1979    | Обсерваторія Цзицзіньшань               | Обсерваторія Червона Гора                                                |
| 3015 Канді (Candy)                     | 1980 VN              | 9 листопада 1980  | Станція Андерсон-Меса                   | Едвард Бовелл                                                            |
| 3016 Маас (Meuse)                      | 1981 EK              | 1 березня 1981    | Обсерваторія Ла-Сілья                   | Анрі Дебеонь, Джованні де Санктіс                                        |
| 3017 Петровіч (Petrovic)               | 1981 UL              | 25 жовтня 1981    | Обсерваторія Клеть                      | Антонін Мркос                                                            |
| 3018 Ґодіва (Godiva)                   | 1982 KM              | 21 травня 1982    | Станція Андерсон-Меса                   | Едвард Бовелл                                                            |
| 3019 Кулін (Kulin)                     | 1940 AC              | 7 січня 1940      | Обсерваторія Конколь                    | Дєрдь Кулін                                                              |
| 3020 Но (Naudts)                       | 1949 PR              | 2 серпня 1949     | Обсерваторія Гейдельберг-Кеніґштуль     | К. В. Райнмут                                                            |
| 3021 Лукубратіо (Lucubratio)           | 1967 CB              | 6 лютого 1967     | Ціммервальдська обсерваторія            | Пауль Вільд                                                              |
| 3022 Доберманн (Dobermann)             | 1980 SH              | 16 вересня 1980   | Обсерваторія Клеть                      | Зденька Ваврова                                                          |
| 3023 Герд (Heard)                      | 1981 JS              | 5 травня 1981     | Станція Андерсон-Меса                   | Едвард Бовелл                                                            |
| 3024 Хайнань (Hainan)                  | 1981 UW9             | 23 жовтня 1981    | Обсерваторія Цзицзіньшань               | Обсерваторія Червона Гора                                                |
| 3025 Хіґсон (Higson)                   | 1982 QR              | 20 серпня 1982    | Паломарська обсерваторія                | Керолін Шумейкер, Юджин Шумейкер                                         |
| 3026 Сарастро (Sarastro)               | 1977 TA1             | 12 жовтня 1977    | Ціммервальдська обсерваторія            | Пауль Вільд                                                              |
| 3027 Шаварш (Shavarsh)                 | 1978 PQ2             | 8 серпня 1978     | КрАО                                    | Черних Микола Степанович                                                 |
| 3028 Чжангосі (Zhangguoxi)             | 1978 TA2             | 9 жовтня 1978     | Обсерваторія Цзицзіньшань               | Обсерваторія Червона Гора                                                |
| 3029 Сандерс (Sanders)                 | 1981 EA8             | 1 березня 1981    | Обсерваторія Сайдинг-Спрінг             | Ш. Дж. Бас                                                               |
| 3030 Веренберґ (Vehrenberg)            | 1981 EH16            | 1 березня 1981    | Обсерваторія Сайдинг-Спрінг             | Ш. Дж. Бас                                                               |
| 3031 Х'юстон (Houston)                 | 1984 CX              | 8 лютого 1984     | Станція Андерсон-Меса                   | Едвард Бовелл                                                            |
| 3032 Еванс (Evans)                     | 1984 CA1             | 8 лютого 1984     | Станція Андерсон-Меса                   | Едвард Бовелл                                                            |
| 3033 Хольбек (Holbaek)                 | 1984 EJ              | 5 березня 1984    | Обсерваторія Брорфельде                 | Карл Авґустесен, Поуль Єнсен, Ганс Фоґ Олсен                             |
| 3034 Кліменгаґа (Climenhaga)           | A917 SE              | 24 вересня 1917   | Обсерваторія Гейдельберг-Кеніґштуль     | Макс Вольф                                                               |
| 3035 Чемберс (Chambers)                | A924 EJ              | 7 березня 1924    | Обсерваторія Гейдельберг-Кеніґштуль     | К. В. Райнмут                                                            |
| 3036 Крат (Krat)                       | 1937 TO              | 11 жовтня 1937    | Сімеїз                                  | Григорій Неуймін                                                         |
| 3037 Алку (Alku)                       | 1944 BA              | 17 січня 1944     | Турку                                   | Ірйо Вяйсяля                                                             |
| 3038 Бернес (Bernes)                   | 1978 QB3             | 31 серпня 1978    | КрАО                                    | Черних Микола Степанович                                                 |
| 3039 Янгель (Yangel)                   | 1978 SP2             | 26 вересня 1978   | КрАО                                    | Журавльова Людмила Василівна                                             |
| 3040 Kozai                             | 1979 BA              | 23 січня 1979     | Обсерваторія Серро Тололо               | Вільям Ліллер                                                            |
| 3041 Вебб (Webb)                       | 1980 GD              | 15 квітня 1980    | Станція Андерсон-Меса                   | Едвард Бовелл                                                            |
| 3042 Зелінський (Zelinsky)             | 1981 EF10            | 1 березня 1981    | Обсерваторія Сайдинг-Спрінг             | Ш. Дж. Бас                                                               |
| 3043 Сан-Дієго (San Diego)             | 1982 SA              | 20 вересня 1982   | Паломарська обсерваторія                | Е. Гелін                                                                 |
| 3044 Салтиков (Saltykov)               | 1983 RE3             | 2 вересня 1983    | КрАО                                    | Наталія Мєтлова, Микола Курочкін                                         |
| 3045 Алоїс (Alois)                     | 1984 AW              | 8 січня 1984      | Станція Андерсон-Меса                   | Дж. Ваґнер                                                               |
| 3046 Мольєр (Moliere)                  | 4120 P-L             | 24 вересня 1960   | Паломарська обсерваторія                | К. Й. ван Гаутен, І. ван Гаутен-Ґроневельд, Т. Герельс                   |
| 3047 Гете (Goethe)                     | 6091 P-L             | 24 вересня 1960   | Паломарська обсерваторія                | Корнеліс Йоханнес ван Хаутен, Інгрід ван Хаутен-Груневельд, Том Герельс. |
| 3048 Гуанчжоу (Guangzhou)              | 1964 TH1             | 8 жовтня 1964     | Обсерваторія Цзицзіньшань               | Обсерваторія Червона Гора                                                |
| 3049 Кузбас (Kuzbass)                  | 1968 FH              | 28 березня 1968   | КрАО                                    | Смирнова Тамара Михайлівна                                               |
| 3050 Каррера (Carrera)                 | 1972 NW              | 13 липня 1972     | Астрономічна станція Серро Ель Робле    | Карлос Торрес                                                            |
| 3051 Наньтун (Nantong)                 | 1974 YP              | 19 грудня 1974    | Обсерваторія Цзицзіньшань               | Обсерваторія Червона Гора                                                |
| 3052 Герцен (Herzen)                   | 1976 YJ3             | 16 грудня 1976    | КрАО                                    | Черних Людмила Іванівна                                                  |
| 3053 Дрезден (Dresden)                 | 1977 QS              | 18 серпня 1977    | КрАО                                    | Черних Микола Степанович                                                 |
| 3054 Стругацькія (Strugatskia)         | 1977 RE7             | 11 вересня 1977   | КрАО                                    | Черних Микола Степанович                                                 |
| 3055 Аннапавлова (Annapavlova)         | 1978 TR3             | 4 жовтня 1978     | КрАО                                    | Смирнова Тамара Михайлівна                                               |
| 3056 INAG                              | 1978 VD1             | 1 листопада 1978  | Коссоль                                 | Коїтіро Томіта                                                           |
| 3057 Меларен (Malaren)                 | 1981 EG              | 9 березня 1981    | Станція Андерсон-Меса                   | Едвард Бовелл                                                            |
| 3058 Делмарі (Delmary)                 | 1981 EO17            | 1 березня 1981    | Обсерваторія Сайдинг-Спрінг             | Ш. Дж. Бас                                                               |
| 3059 Пріор (Pryor)                     | 1981 EF23            | 3 березня 1981    | Обсерваторія Сайдинг-Спрінг             | Ш. Дж. Бас                                                               |
| 3060 Делкано (Delcano)                 | 1982 RD1             | 12 вересня 1982   | Ціммервальдська обсерваторія            | Пауль Вільд                                                              |
| 3061 Кук (Cook)                        | 1982 UB1             | 21 жовтня 1982    | Станція Андерсон-Меса                   | Едвард Бовелл                                                            |
| 3062 Рен (Wren)                        | 1982 XC              | 14 грудня 1982    | Станція Андерсон-Меса                   | Едвард Бовелл                                                            |
| 3063 Makhaon                           | 1983 PV              | 4 серпня 1983     | КрАО                                    | Карачкіна Людмила Георгіївна                                             |
| 3064 Ціммер (Zimmer)                   | 1984 BB1             | 28 січня 1984     | Станція Андерсон-Меса                   | Едвард Бовелл                                                            |
| 3065 Сарагілл (Sarahill)               | 1984 CV              | 8 лютого 1984     | Станція Андерсон-Меса                   | Едвард Бовелл                                                            |
| 3066 Макфадден (McFadden)              | 1984 EO              | 1 березня 1984    | Станція Андерсон-Меса                   | Едвард Бовелл                                                            |
| 3067 Ахматова (Akhmatova)              | 1982 TE2             | 14 жовтня 1982    | КрАО                                    | Журавльова Людмила Василівна, Карачкіна Людмила Георгіївна               |
| 3068 Ханіна (Khanina)                  | 1982 YJ1             | 23 грудня 1982    | КрАО                                    | Карачкіна Людмила Георгіївна                                             |
| 3069 Гейровський (Heyrovsky)           | 1982 UG2             | 16 жовтня 1982    | Обсерваторія Клеть                      | Зденька Ваврова                                                          |
| 3070 Ейткен (Aitken)                   | 1949 GK              | 4 квітня 1949     | Обсерваторія Ґете Лінка                 | Університет Індіани                                                      |
| 3071 Нестеров (Nesterov)               | 1973 FT1             | 28 березня 1973   | КрАО                                    | Смирнова Тамара Михайлівна                                               |
| 3072 Вільнюс (Vilnius)                 | 1978 RS1             | 5 вересня 1978    | КрАО                                    | Черних Микола Степанович                                                 |
| 3073 Курськ (Kursk)                    | 1979 SW11            | 24 вересня 1979   | КрАО                                    | Черних Микола Степанович                                                 |
| 3074 Попов (Popov)                     | 1979 YE9             | 24 грудня 1979    | КрАО                                    | Журавльова Людмила Василівна                                             |
| 3075 Борнманн (Bornmann)               | 1981 EY15            | 1 березня 1981    | Обсерваторія Сайдинг-Спрінг             | Ш. Дж. Бас                                                               |
| 3076 Ґарбер (Garber)                   | 1982 RB1             | 13 вересня 1982   | Гарвардська обсерваторія                | Обсерваторія Ок-Ридж                                                     |
| 3077 Гендерсон (Henderson)             | 1982 SK              | 22 вересня 1982   | Станція Андерсон-Меса                   | Едвард Бовелл                                                            |
| 3078 Горрокс (Horrocks)                | 1984 FG              | 31 березня 1984   | Станція Андерсон-Меса                   | Едвард Бовелл                                                            |
| 3079 Шиллер (Schiller)                 | 2578 P-L             | 24 вересня 1960   | Паломарська обсерваторія                | К. Й. ван Гаутен, І. ван Гаутен-Ґроневельд, Т. Герельс                   |
| 3080 Мойсеєв (Moisseiev)               | 1935 TE              | 3 жовтня 1935     | Сімеїз                                  | Пелагея Шайн                                                             |
| 3081 Мартінубог (Martinuboh)           | 1971 UP              | 26 жовтня 1971    | Гамбурзька обсерваторія                 | Любош Когоутек                                                           |
| 3082 Джаліл (Dzhalil)                  | 1972 KE              | 17 травня 1972    | КрАО                                    | Смирнова Тамара Михайлівна                                               |
| 3083 OAFA                              | 1974 MH              | 17 червня 1974    | Астрономічний комплекс Ель-Леонсіто     | Обсерваторія Фелікса Аґілара                                             |
| 3084 Кондратюк (Kondratyuk)            | 1977 QB1             | 19 серпня 1977    | КрАО                                    | Черних Микола Степанович                                                 |
| 3085 Донна (Donna)                     | 1980 DA              | 18 лютого 1980    | Гарвардська обсерваторія                | Гарвардська обсерваторія                                                 |
| 3086 Калбо (Kalbaugh)                  | 1980 XE              | 4 грудня 1980     | Станція Андерсон-Меса                   | Едвард Бовелл                                                            |
| 3087 Беатріс Тінслі (Beatrice Tinsley) | 1981 QJ1             | 30 серпня 1981    | Університетська обсерваторія Маунт-Джон | Алан Ґілмор, Памела Кілмартін                                            |
| 3088 Цзіньсючжунхуа (Jinxiuzhonghua)   | 1981 UX9             | 24 жовтня 1981    | Обсерваторія Цзицзіньшань               | Обсерваторія Червона Гора                                                |
| 3089 Оуцзяньцюань (Oujianquan)         | 1981 XK2             | 3 грудня 1981     | Обсерваторія Цзицзіньшань               | Обсерваторія Червона Гора                                                |
| 3090 Джоссем (Tjossem)                 | 1982 AN              | 4 січня 1982      | Паломарська обсерваторія                | Джеймс Ґібсон                                                            |
| 3091 ван ден Хойвел (van den Heuvel)   | 6081 P-L             | 24 вересня 1960   | Паломарська обсерваторія                | К. Й. ван Гаутен, І. ван Гаутен-Ґроневельд, Т. Герельс                   |
| 3092 Геродот (Herodotus)               | 6550 P-L             | 24 вересня 1960   | Паломарська обсерваторія                | К. Й. ван Гаутен, І. ван Гаутен-Ґроневельд, Т. Герельс                   |
| 3093 Берґгольц (Bergholz)              | 1971 MG              | 28 червня 1971    | КрАО                                    | Смирнова Тамара Михайлівна                                               |
| 3094 Чукоккала (Chukokkala)            | 1979 FE2             | 23 березня 1979   | КрАО                                    | Черних Микола Степанович                                                 |
| 3095 Омархайям (Omarkhayyam)           | 1980 RT2             | 8 вересня 1980    | КрАО                                    | Журавльова Людмила Василівна                                             |
| 3096 Безруч (Bezruc)                   | 1981 QC1             | 28 серпня 1981    | Обсерваторія Клеть                      | Зденька Ваврова                                                          |
| 3097 Тацит (Tacitus)                   | 2011 P-L             | 24 вересня 1960   | Паломарська обсерваторія                | К. Й. ван Гаутен, І. ван Гаутен-Ґроневельд, Т. Герельс                   |
| 3098 ван Спранг (van Sprang)           | 4579 P-L             | 24 вересня 1960   | Паломарська обсерваторія                | К. Й. ван Гаутен, І. ван Гаутен-Ґроневельд, Т. Герельс                   |
| 3099 Херґенротер (Hergenrother)        | 1940 GF              | 3 квітня 1940     | Турку                                   | Ірйо Вяйсяля                                                             |
| 3100 Циммерман (Zimmerman)             | 1977 EQ1             | 13 березня 1977   | КрАО                                    | Черних Микола Степанович                                                 |

| Астероїди 1—10000 → |           |           |           |           |           |           |           |           |            |
| 1—100               | 1001—1100 | 2001—2100 | 3001—3100 | 4001—4100 | 5001—5100 | 6001—6100 | 7001—7100 | 8001—8100 | 9001—9100  |
| 101—200             | 1101—1200 | 2101—2200 | 3101—3200 | 4101—4200 | 5101—5200 | 6101—6200 | 7101—7200 | 8101—8200 | 9101—9200  |
| 201—300             | 1201—1300 | 2201—2300 | 3201—3300 | 4201—4300 | 5201—5300 | 6201—6300 | 7201—7300 | 8201—8300 | 9201—9300  |
| 301—400             | 1301—1400 | 2301—2400 | 3301—3400 | 4301—4400 | 5301—5400 | 6301—6400 | 7301—7400 | 8301—8400 | 9301—9400  |
| 401—500             | 1401—1500 | 2401—2500 | 3401—3500 | 4401—4500 | 5401—5500 | 6401—6500 | 7401—7500 | 8401—8500 | 9401—9500  |
| 501—600             | 1501—1600 | 2501—2600 | 3501—3600 | 4501—4600 | 5501—5600 | 6501—6600 | 7501—7600 | 8501—8600 | 9501—9600  |
| 601—700             | 1601—1700 | 2601—2700 | 3601—3700 | 4601—4700 | 5601—5700 | 6601—6700 | 7601—7700 | 8601—8700 | 9601—9700  |
| 701—800             | 1701—1800 | 2701—2800 | 3701—3800 | 4701—4800 | 5701—5800 | 6701—6800 | 7701—7800 | 8701—8800 | 9701—9800  |
| 801—900             | 1801—1900 | 2801—2900 | 3801—3900 | 4801—4900 | 5801—5900 | 6801—6900 | 7801—7900 | 8801—8900 | 9801—9900  |
| 901—1000            | 1901—2000 | 2901—3000 | 3901—4000 | 4901—5000 | 5901—6000 | 6901—7000 | 7901—8000 | 8901—9000 | 9901—10000 |